# Гемін (математик)
Гемін (дав.-гр. Γεμῖνος, I століття до н. е.) — давньогрецький математик і астроном.
Про життя Геміна нічого не відомо. Її датування серединою I століття до н. е. заснована на календарно-астрономічних вказівках, що містяться у його Вступі. Передбачається, що він жив на Родосі, оскільки в цьому творі згадує гори цього острова. Вважають, що він був учнем Посидонія. Втім, ряд дослідників на підставі тих самих календарно-астрономічних вказівок відносить життя Геміна до середини I століття н. е.

## Астрономія
Єдиний твір Геміна, що зберігся, називається «Введення в небесні явища» (дав.-гр. Εἰσαγωγὴ εἰς τὰ Φαινόμενα). Це початковий курс астрономії, заснований на роботах ранніх давньогрецьких астрономів, таких як Гіппарх, а також на вавилонських джерелах. До цього ж типу творів відносяться трактати Клеомеда і Теона Смирнського, що дійшли до нас. У підручнику Геміна розглядаються такі теми:
- зодіакальний рух Сонця та нерівність астрономічних часів року;
- аспекти знаків Зодіаку;
- сузір'я;
- будову небесної сфери: вісь, полюси, великі та малі кола;
- тривалість дня і ночі в різні пори року та на різних широтах;
- сходи та заходи знаків Зодіаку;
- місячні та сонячні періоди та влаштування єгипетського та давньогрецьких календарів (8-річний, 19-річний, 76-річний цикли);
- фази Місяця;
- місячні та сонячні затемнення;
- зворотний рух Сонця, Місяця та планет по відношенню до небесної сфери;
- геліакічні сходи та заходи зірок;
- географічні пояси, питання про проживання екваторіального поясу;
- геліакічні сходи та заходи як знаки погодних прикмет;
- екселігмос та вавилонська місячна теорія.

## Математика
Гемін склав великий трактат про математику. Ця робота не збереглася, але її цитують Прокл,Євтокій, Ан-Найрізі та інші автори. Прокл повідомляє, що Гемін у Добротолюбії ділив математику на мислиму (νοητά) і чуттєву (αἴσθητα), інакше кажучи, на чисту та прикладну. До першої він відносив геометрію та арифметику, до другої — механіку, астрономію, оптику, геодезію, каноніку (теорію музичної гармонії) та логістику (мистецтво обчислень).

## Інше
Гемін склав також коментар до Метеорології Посидонія, фрагменти якого збереглися в коментарі Симплікія до Фізики Аристотеля.
На його честь названо кратера на Місяці.

### Твори
- Гемин. Введение в явления. Архівовано грудень 2, 2017 на сайті Wayback Machine. Пер. А. И. Щетникова. ΣΧΟΛΗ, 5, 2011, с. 174—233.
- Elementa Astronomiae Архівовано березень 19, 2019 на сайті Wayback Machine. Гемина на древнегреческом и немецком языках.
- Géminos. Introduction aux Phénomènes. Texte établi et traduit par G. Aujac. Paris: Les Belles Lettres, 1975. (аннотация)
- Evans J., Berggren J. Geminos's Introduction to the Phenomena. A Translation and Study of a Hellenistic Survey of Astronomy. Архівовано червень 19, 2016 на сайті Wayback Machine.. Princeton UP, 2006.

### Дослідження
- Bowen A. C., Goldstein B. R. Geminus and the concept of mean motion in Greco-Latin astronomy. Archive of History of Exact Sciences, 50, 1996, p. 157—185.
- Jones A. Geminus and the Isia. Harvard Studies in Classical Philology, 99, 1999, 255—267.
- Neugebauer O. A history of ancient mathematical astronomy. Berlin: Springer, 1975.
- van der Waerden B. L. Greek astronomical calendars. V. The motion of the Sun in the Parapegma of Geminos and in the Romaka-Siddhanta. Archive of History of Exact Sciences, 34, 1985, p. 231—239.